# 417e division de fusiliers
« 78e division de fusiliers motorisés » redirige ici. Pour les autres significations, voir 78e division.
La 417e division de fusiliers est une unité d'infanterie de l'Armée rouge pendant la Seconde Guerre mondiale. Elle est transformée en 78e division de fusiliers motorisés pendant la guerre froide.
Elle est créée au printemps 1942 en Transcaucasie. Après sa formation, elle reste dans le Caucase sous le commandement direct du front transcaucasien jusqu'à l'été 1942, date à laquelle elle est redéployée d'abord vers le groupe de forces du Nord de ce front, puis vers la 9e armée. En janvier 1943, tandis que le groupe d'armées allemand A se retire du Caucase, la division est réaffectée à la 58e armée et quelques mois plus tard à la 37e armée du front du Nord-Caucase. En juillet, elle est redéployée vers le nord pour rejoindre le front du Sud, où elle est affectée au 63e corps de fusiliers de la 44e armée à la mi-septembre tandis que le front (bientôt rebaptisé 4e front ukrainien) combat à travers le sud de l'Ukraine, atteignant finalement la Crimée. La division prend part à l'offensive qui libère cette région en avril et mai 1944, combattant au sein de la 51e armée et récompensée par un titre honorifique et l'ordre du Drapeau rouge. Après le nettoyage de la Crimée, la 51e armée est déplacée loin vers le nord, rejoignant le 1er front de la Baltique. Au cours des opérations dans les pays baltes, la 417e division est en outre distingué par l'attribution de l'ordre de Souvorov. En mars 1945, elle rejoint sur la côte de la mer Baltique le groupe de forces de Courlande, contenant les forces allemandes encerclées dans le nord-ouest de la Lettonie. Elle y termine la guerre avant d'être transférée dans le district militaire de l'Oural où elle réduite à une brigade de fusiliers. Cette brigade est brièvement ramenée à l'effectif divisionnaire en 1953, avant d'être transformée en 78e division de fusiliers motorisés. Devenue une unité d'entraînement, celle-ci est réduite sous le nom de 471e centre d'entraînement en 1987 puis 5355e base de stockage en 1989. Dans les années 1990, devenue une unité de l'Armée de terre russe, elle est brièvement transformée en 167e brigade indépendante de fusiliers motorisés.

## Historique

### Formation
Le 417e a commencé à se former de mars au 15 mai 1942 à Tiflis, dans le district militaire transcaucasien. Bien qu'elle ait été formée en Transcaucasie, elle n'a jamais été désignée comme division nationale contrairement aux 414e et 416e divisions de fusiliers formées à peu près au même endroit au même moment. Elle a la composition suivante :
- 1369e régiment de fusiliers
- 1372e régiment de fusiliers
- 1376e régiment de fusiliers
- 1055e régiment d'artillerie
- 445e groupe (divizion) indépendant antichar
- 223e compagnie de reconnaissance
- 351e bataillon de sapeurs
- 922e bataillon indépendant de transmissions (plus tard transformé en 513e compagnie)
- 520e bataillon médico-sanitaire
- 224e compagnie indépendante de défense chimique
- 570e compagnie automobile
- 481e boulangerie de campagne
- 585e infirmerie vétérinaire divisionnaire
- 1867e bureau de poste de campagne
- 1186e bureau de campagne de la Gosbank.

La division n'a pas de commandant affecté jusqu'au 15 mai, date à laquelle le général-major Aleksandre Alekseevitch Filatov est nommé à ce poste ; il est remplacé le 23 juillet par le colonel Semion Pavlovitch Storojilov. La division reste dans les réserves du front transcaucasien jusqu'en août, date à laquelle elle est affectée à la 9e armée du groupe de forces du Nord du même front.

### Bataille du Caucase
Le 1er août, la 1re Panzeramee entame une nouvelle offensive dans le Caucase. Face à cela, le front transcaucasien regroupe ses forces, se concentrant sur une nouvelle ligne défensive le long de la rive sud de la rivière Terek et le long de la rivière Ouroukh (en) le 10 août. Une réserve composée des 417e et 89e divisions de fusiliers, de la 52e brigade de chars, de deux régiments de mortiers de la Garde (équipés de Katioucha) et de plusieurs autres unités est avancée dans la région de Grozny et d'Ordjonikidze, afin de pouvoir organiser des contre-attaques sur les routes possibles où les panzers pourraient apparaître. La 417e division et le 44e régiment de mortiers de la Garde reçoivent spécifiquement l'ordre de se concentrer près d'Ordjonikidze. À cette époque, la division est encore terriblement en sous-effectif, avec seulement 500 fusiliers armés.
La 1re Panzerarmee renouvelle son offensive en direction de Mozdok le 16 août. À cette époque, la division est subordonnée à la 9e armée et est positionnée en deuxième échelon au sud de cette ville. La 3e Panzerdivision atteint la rive nord du Terek dans la région de Mozdok à la fin du 23 août et s'empare de la ville deux jours plus tard. Après une semaine de combats confus, la 1re Panzerarmee  est bientôt pratiquement paralysée et les défenses soviétiques commencent à se réorganiser. Le commandant de la 9e armée est remplacé mais ses forces continuent à tenir la rive sud du Terek, à l'exception de deux têtes de pont allemandes.
Au début du mois de septembre, la 9e armée est composée des 151e, 176e, 389e et 417e divisions de fusiliers, de la 62e brigade de fusiliers marins et du 11e corps de fusiliers de la Garde et continue à défendre le Terek du sud de Prokhladny (au sud-est de Mozdok) jusqu'au nord-ouest de Grozny. Elle est chargée d'empêcher le 52e corps d'armée allemand et la 13e Panzerdivision de traverser la rivière et d'avancer sur Ordjonikidze. Le 52e corps lance son attaque à 2 h 0 le 2 septembre, tentant de traverser le Terek contre les positions du 11e corps de la Garde. En deux jours de combats éclatés, les forces allemandes, appuyées par les chars de la 23e Panzerdivision, parviennent à sécuriser une tête de pont à près de 3 km de profondeur. Le 6 septembre, un groupement tactique mixte composé de deux divisions blindées et d'environ 40 chars creuse un profond trou entre les 9e et 8e brigades de fusiliers de la Garde, mais fait face, à l'approche des contreforts nord des montagnes de Terek, à d'intenses tirs d'artillerie et de Katioucha, couplés à une solide défense antichar, ainsi qu'à de lourdes contre-attaques des forces soviétiques, dont la 417e division appuyée par 28 chars Valentine et M3 du 258e bataillon de chars.
Lors des combats acharnés du 6 septembre, le 258e bataillon perd 22 de ses chars, pour la plupart des Valentine. Le groupement tactique allemand subit également de lourdes pertes, un bataillon de la 111e division étant réduit à seulement 80 hommes. La tête de pont allemande étant également attaquée, le groupement allemand est contraint de se retirer. Le nouveau commandant de la 9e armée, le général de division Konstantin Koroteïev, est déterminé à infliger un maximum de dégâts aux forces allemandes et organise de nouvelles contre-attaques le lendemain, dont celle de la 417e division attaquant depuis l'est. Toutes ces attaques repoussent le groupement tactique vers l'ouest, et le commandant de la 1re Panzerarmee, le général Ewald von Kleist, ordonne à ses forces de retourner à leur tête de pont de départ le lendemain. L'avancée est reprise par la 13e Panzerdivision tôt le 11 septembre avec environ 100 chars. Les Allemands ont progressé 30 km à la fin du 14 septembre, détruisant le 11e Corps de la Garde. La 9e armée organise immédiatement une nouvelle série de contre-attaques en formant deux groupes de choc, chacun appuyé par un groupe d'artillerie. Un groupe était composé de la 417e division et du 10e corps de fusiliers de la Garde et est chargé de frapper les défenses de 3e Panzerdivision à Mekenskaïa et Predmostni, dans la tête de pont allemande au sud-ouest de Mozdok. Attaquant par échelons dès le début du 14 septembre, les deux groupes de choc entament une bataille qui dure quatre jours avant que les Allemands ne rassemblent suffisamment de forces pour poursuivre leur offensive. Les deux camps ont subi de lourdes pertes dans ces actions.
Le 20 septembre, le colonel Storojilov passe son commandement au colonel Grigori Osipovitch Liaskine, mais cet officier est à son tour remplacé par le colonel Ivan Afanasevitch Chevtchenko six jours plus tard. Au soir du 21 septembre, la 13e Panzerdivision est arrêtée au nord de Planovskoe par de vastes champs de mines et obstacles soviétiques. À ce moment-là, la 1re Panzerarmee est lourdement débordée et la pression incessante de la 417e division de fusiliers et du 10e corps de la Garde force la 3e Panzerdivision à se retirer de la région de Mekenskaïa vers de nouvelles défenses plus proches de Mozdok. Le 3 octobre, von Kleist signale que toute nouvelle avancée sur Ordjonikidze nécessiterait des renforts. Pendant ce temps, le 29 septembre, la Stavka constate que le groupe de forces du Nord n'est plus capable de poursuivre ses offensives en raison des pertes subies lors de ses nombreuses contre-attaques et le lieutenant-général Ivan Maslennikov, commandant du groupe du Nord, reçoit l'ordre de passer à la défense de la région. Le 23 octobre, Maslennikov conclut que la 1re Panzerarmee est épuisée et propose une contre-attaque avec un groupe qui inclurait la 417e division. Cependant les Allemands « épuisés » lancent deux jours plus tard une nouvelle offensive vers le sud-ouest puis vers l'est ; cette attaque est stoppée aux portes d'Ordjonikidze le 5 novembre.

### Vers l'Ukraine
Plus tard en novembre, la division est transférée à la 44e armée mais en décembre, alors que la retraite allemande du Caucase commence, elle passe à la 58e armée, toujours au sein du groupe nord du front transcaucasien. En janvier 1943, cette armée est réaffectée au front du Nord-Caucase. Le 2 février, le colonel Chevtchenko remet son commandement au colonel Nikolaï Sergueïevitch Vassiliev. En mai, la 417e division est transférée à la 37e armée du même front. Le même mois, lors de deux derniers changements de commandement, le colonel Vasilev est réaffecté à la tête de la 216e division de fusiliers et est brièvement remplacé par le colonel Ievgeny Nikolaïevitch Skorodoumov avant que le colonel Fiodor Mikhaïlovitch Bobrakov ne prenne ses fonctions le 23 mai. Bobrakov sera promu au grade de général-major le 17 janvier 1944 et restera aux commandes pendant toute la durée de la guerre.
En juillet, la division rejoint les réserves du front du Nord-Caucase, puis part vers le nord, affectée aux réserves du front du Sud en août. Le 15 septembre, elle retourne à la 44e armée, faisant désormais partie du 63e corps de fusiliers ; elle reste dans ce corps, avec deux brèves réaffectations, pour toute la durée de la guerre. En novembre, elle retourne dans les réserves du 4e front ukrainien où il rejoint le 67e corps de fusiliers, avant d'être de nouveau transféré en décembre au 37e corps de fusiliers de la 3e armée de la Garde. En janvier 1944, elle rejoint le 63e corps, au sein de la 69e armée de la réserve de la Stavka, avant que la 417e division et son corps ne soient réaffectés à la 51e armée en février.

### Offensive de Crimée
Pendant ce temps, des éléments du 4e front ukrainien atteignent l'isthme de Perekop, la voie d'accès terrestre à la Crimée, le 30 octobre, isolant ainsi la 17e armée allemande et les forces roumaines associées. Les unités allemandes réussissent à bloquer l'isthme de Perekop, le détroit de Tchonhar et le flèche d'Arabat mais pas le littoral le long du Syvach. Profitant de vents et de marées favorables et des renseignements locaux, des éléments du 10e corps de fusiliers de la 51e armée traversent les eaux très peu profondes environ 10 à 15 km à l'est de Perekop et sécurisent une tête de pont.
Le 63e corps rejoint la tête de pont en janvier mais le commandement de la 17e armée allemande est au courant de son arrivée. Lorsque l'offensive soviétique finale commence le 8 avril, les trois corps de fusiliers de la 51e armée sont sur la tête de pont, le 63e corps sur le flanc gauche (est) faisant face à la 19e division d'infanterie roumaine. L'artillerie ouvre le feu à 8 heures, délivrant une préparation de 2 heures et demie contre les positions de l'Axe. Malgré ce pilonnage, l'attaque principale de la 51e armée fut bloquée, tandis que les efforts du 63e corps sont plus fructueux. Des sources allemandes affirment que les forces roumaines ont paniqué et se sont enfuies, tandis que des sources soviétiques affirment qu'elles se sont repliées en bon ordre. Quoi qu'il en soit, la retraite de la 19e division roumaine permet au commandement soviétique de renforcer la percée avec la 32e brigade de chars de la Garde. Le lendemain, des attaques massives de Chtourmovik et une brigade de Katiouchas aident le 63e corps à submerger les positions roumaines et à midi, un petit groupe de chars se dirige vers le sud en direction de Simferopol, suivi à l'aube du 11 avril par le 19e corps de chars. En reconnaissance de son rôle dans la percée, la 417e division reçoit le titre honorifique « Syvach ».

### Bataille pour Sébastopol
Le commandement du 4e front ukrainien ignore que Sébastopol n’est pas préparée à un autre siège comme celui que les Soviétiques avaient enduré en 1941-42 et il suspend ses opérations pour rassembler de l'artillerie. Le 16 avril, la 51e armée attaque le centre de la ligne de l'Axe mais fait peu de progrès, une nouvelle tentative le 23 ayant un résultat similaire. L'offensive finale débute à 9 h 30 le 5 mai avec une préparation d'artillerie massive de deux heures. La 51e armée lance ce jour des attaques locales, puis le 7 mai repousse la partie nord du 5e corps d'armée allemand et atteint les hauteurs de Sapoune. La 417e division attaque à 10 h 30 mais rencontre des tirs d'armes automatiques et de mortier très puissants provenant de positions allemandes encore intactes. Le lieutenant Mikhaïl Dzigounski, commandant un peloton de fusiliers du 1372e régiment de fusiliers, réussit à détruire trois positions allemandes mais est tué en tentant d'en détruire une quatrième ; il est le premier des six hommes à remporter l'étoile d'or des héros de l'Union soviétique sur les hauteurs de Sapoune. Le 63e corps continue à se frayer un chemin à travers les barbelés et les tranchées allemandes tout au long de la journée et à 18 heures, ses éléments avancés se trouvent à 100-200 mètres de la crête, mais le corps est presque à court de munitions. Ignorant que les attaquants sont épuisés, les forces allemandes commettent l'erreur de se retirer pour se regrouper. Les hommes du 63e corps en profitent pour s'emparer des hauteurs, capturant ainsi le commandant du 117e régiment de grenadiers, et le 10e corps de fusiliers est envoyé pour solidifier leur position. Les contre-attaques allemandes du lendemain, soutenues par le dernier de leurs canons d'assaut, reprennent du terrain mais sont étouffées par l'artillerie et les attaques aériennes. Avec cet échec, il est clair que Sébastopol ne peut plus être tenu, et Hitler autorise à contrecœur une évacuation complète, qui se termine le 13 mai. Le 24 mai, la 417e division est récompensée pour son rôle dans la libération de Sébastopol par l'attribution de l'ordre du Drapeau rouge.

### Offensives de la Baltique
Après la libération de la Crimée fin mai, le 4e front ukrainien se retrouve dans une impasse stratégique. Lors d'un redéploiement majeur, la 2e armée de la Garde et la 51e armée sont transférées dans la réserve de la Stavka, puis sont transportées vers le nord en prévision des offensives estivales à venir. Fin juin, la 417e division, le 63e corps et la 51e armée sont affectées au 1er front de la Baltique. Exploitant la brèche dans le front allemand créée par la destruction du groupe d'armées Centre, la 51e armée a, à la mi-juillet, dépassé la frontière lituanienne orientale, près de la ville de Švenčionys. Au cours des trois semaines suivantes, la division fait une avancée significative dans le nord de la Lituanie, atteignant les environs de Linkuva le  Le 9 août, elle reçoit l'ordre de Souvorov, 2e classe, pour sa participation à la libération de Panevėžys.
Lorsque la 3e Panzerarmee lance l'Opération Doppelkopf le 15, la division est positionnée à Tukums en Lettonie. À la mi-septembre, la 51e armée est déplacée vers le sud, à peu près le long de la frontière entre la Lettonie et la Lituanie, près d'Eleja . Elle est encore dans ces positions dès la première semaine d'octobre au début de l'opération offensive de Memel, qui coupe finalement le groupe d'armées Nord et crée la poche de Courlande. La 51e armée est restée dans cette zone générale sur la côte baltique pendant toute la durée de la guerre, passant au 2e front balte en février 1945, puis au groupe de Courlande subordonné au front de Léningrad un mois plus tard. Après la capitulation allemande, la division portait le titre complet : 417e division de fusiliers, de Syvach, du Drapeau rouge, ordre de Souvorov (russe : 417-я стрелковая Сивашская Краснознамённая ордена Суворова дивизия).

### Guerre froide
À l'été 1945, la division est transférée à Tcheliabinsk dans le district militaire de l'Oural avec le 63e corps. Elle est rapidement déplacée à Tchebarkoul, où elle est réduite en 1946 sous le nom de 45e brigade indépendante de fusiliers. La brigade est transformée à nouveau en 417e division de fusiliers en octobre 1953. Dans les années 1950, la division est renforcée par le 350e régiment de chars et d'automoteurs, créé à partir du 30e régiment de chars d'entraînement. Au début de 1955, la division est renumérotée 78e division de fusiliers tandis que le 63e corps de fusiliers est renommé 63e corps d'armée. Les 1369e, 1372e et 1376e régiments de fusiliers prennent les numéros 219, 225 et 230.
Le 4 juin 1957, elle est transformée en 78e division de fusiliers motorisés, les régiments de fusiliers étant transformés en régiments de fusiliers motorisés tout en gardent leurs numéros. La 78e devient une division d'entraînement le 24 mai 1962, directement subordonnée au quartier général du district. Elle a la composition suivante dans les années 1980 :
- 215e régiment de fusiliers motorisés
- 225e régiment de fusiliers motorisés
- 230e régiment de fusiliers motorisés
- 350e régiment de chars
- 1055e régiment d'artillerie
- Régiment d'artillerie antiaérienne
- 115e groupe (divizion) indépendant de missiles
- 1380e bataillon indépendant de renseignement
- 312e bataillon indépendant de sapeurs-mineurs[29]
- 608e bataillon indépendant de transmissions
- Compagnie indépendante de protection chimique
- 142e bataillon indépendant de remontage et de réparation
- 220e bataillon médical indépendant
- Bataillon automobile indépendant
- Département de contre-espionnage militaire.

Elle est rebaptisée 471e centre de formation de district en 1987 et réduite à la 5355e base de stockage d'armes et d'équipements en 1989. Dans les années 1990, après la création de la fédération de Russie, elle est transformée en 167e brigade indépendante de fusiliers motorisés, toujours stationnée à Tchebarkoul. Elle est dissoute en 1995.